# Arctic Race of Norway 2019
L'Arctic Race of Norway 2019, settima edizione della corsa, valevole come prova dell'UCI Europe Tour 2019 categoria 2.HC, si è svolta in quattro tappe dal 15 al 18 agosto 2019 su un percorso di 687 km, con partenza da Å i Lofoten e arrivo a Narvik, in Norvegia. La vittoria è stata appannaggio del kazako Aleksej Lucenko, che ha completato il percorso in 14h59'27" precedendo il francese Warren Barguil e il lettone Krists Neilands.
Al traguardo di Narvik 109 ciclisti, su 119 partiti da Å i Lofoten, hanno portato a termine la competizione.

## Tappe
| Tappa  | Data      | Percorso                   | km    | Vincitore di tappa   | Leader cl. generale  |
| ------ | --------- | -------------------------- | ----- | -------------------- | -------------------- |
| 1ª     | 15 agosto | Å i Lofoten > Leknes       | 181   | Mathieu van der Poel | Mathieu van der Poel |
| 2ª     | 16 agosto | Henningsvaer > Svolvær     | 164   | Bryan Coquard        | Mathieu van der Poel |
| 3ª     | 17 agosto | Sortland > Storheia Summit | 176,5 | Odd Christian Eiking | Warren Barguil       |
| 4ª     | 18 agosto | Lødingen > Narvik          | 165,5 | Markus Hoelgaard     | Aleksej Lucenko      |
| Totale | Totale    | Totale                     | 687   |                      |                      |

## Squadre e corridori partecipanti
| N.    | Cod. | Squadra                       |
| ----- | ---- | ----------------------------- |
| 1-6   | AST  | Astana Pro Team               |
| 11-16 | UXT  | Uno-X Norwegian Develop. Team |
| 21-26 | RLY  | Rally UHC Cycling             |
| 31-36 | TDD  | Team Dimension Data           |
| 41-46 | PCB  | Team Arkéa-Samsic             |
| 51-56 | TKA  | Team Katusha Alpecin          |
| 61-66 | TDE  | Total Direct Énergie          |
| 71-76 | TJV  | Team Jumbo-Visma              |
| 81-86 | JFN  | Joker Fuel of Norway          |
| 91-96 | ICA  | Israel Cycling Academy        |

| N.      | Cod. | Squadra                       |
| ------- | ---- | ----------------------------- |
| 101-106 | SVB  | Sport Vlaanderen-Baloise      |
| 111-116 | COC  | Corendon-Circus               |
| 121-126 | VCB  | Vital Concept-B&B Hotels      |
| 131-136 | TCO  | Team Coop                     |
| 141-146 | COF  | Cofidis, Solutions Crédits    |
| 151-156 | WGG  | Wanty-Gobert Cycling Team     |
| 161-166 | DMP  | Delko Marseille Provence      |
| 171-176 | WVA  | Wallonie Bruxelles            |
| 181-186 | RIW  | Riwal Readynez Cycling Team   |
| 191-196 | EUS  | Euskadi Basque Country-Murias |

## Dettagli delle tappe

### 1ª tappa
- 15 agosto: Å i Lofoten > Leknes – 181 km

Risultati
| Pos. | Corridore            | Squadra  | Tempo    |
| ---- | -------------------- | -------- | -------- |
| 1    | Mathieu van der Poel | Corendon | 3h45'14" |
| 2    | Danny van Poppel     | Jumbo    | s.t.     |
| 3    | Andrea Pasqualon     | Wanty    | s.t.     |

| Pos. | Corridore            | Squadra  | Tempo    |
| ---- | -------------------- | -------- | -------- |
| 1    | Mathieu van der Poel | Corendon | 3h45'04" |
| 2    | Aleksej Lucenko      | Astana   | a 3"     |
| 3    | Danny van Poppel     | Jumbo    | a 4"     |

### 2ª tappa
- 16 agosto: Henningsvaer > Svolvær – 164 km

Risultati
| Pos. | Corridore            | Squadra       | Tempo    |
| ---- | -------------------- | ------------- | -------- |
| 1    | Bryan Coquard        | Vital Concept | 3h31'11" |
| 2    | Mathieu van der Poel | Corendon      | s.t.     |
| 3    | Christophe Laporte   | Cofidis       | s.t.     |

| Pos. | Corridore            | Squadra  | Tempo    |
| ---- | -------------------- | -------- | -------- |
| 1    | Mathieu van der Poel | Corendon | 7h16'09" |
| 2    | Aleksej Lucenko      | Astana   | a 9"     |
| 3    | Markus Hoelgaard     | Uno-X    | s.t.     |

### 3ª tappa
- 17 agosto: Sortland > Storheia Summit – 176,5 km

Risultati
| Pos. | Corridore            | Squadra | Tempo    |
| ---- | -------------------- | ------- | -------- |
| 1    | Odd Christian Eiking | Wanty   | 4h07'32" |
| 2    | Warren Barguil       | Arkéa   | a 5"     |
| 3    | Aleksej Lucenko      | Astana  | a 13"    |

| Pos. | Corridore       | Squadra | Tempo     |
| ---- | --------------- | ------- | --------- |
| 1    | Warren Barguil  | Arkéa   | 11h23'56" |
| 2    | Aleksej Lucenko | Astana  | a 3"      |
| 3    | Krists Neilands | Israel  | a 15"     |

### 4ª tappa
- 18 agosto: Lødingen > Narvik – 165,5 km

Risultati
| Pos. | Corridore          | Squadra | Tempo    |
| ---- | ------------------ | ------- | -------- |
| 1    | Markus Hoelgaard   | Uno-X   | 3h35'32" |
| 2    | A. Grøndahl Jansen | Jumbo   | s.t.     |
| 3    | Aleksej Lucenko    | Astana  | a 3"     |

| Pos. | Corridore       | Squadra | Tempo     |
| ---- | --------------- | ------- | --------- |
| 1    | Aleksej Lucenko | Astana  | 14h59'27" |
| 2    | Warren Barguil  | Arkéa   | a 1"      |
| 3    | Krists Neilands | Israel  | a 19"     |

## Evoluzione delle classifiche
| Tappa              | Vincitore            | Classifica generale Maglia del sole di mezzanotte | Classifica a punti Maglia verde | Classifica scalatori Maglia salmone | Classifica giovani Maglia bianca | Classifica a squadre Numero giallo | Premio combattività Numero rosso |
| ------------------ | -------------------- | ------------------------------------------------- | ------------------------------- | ----------------------------------- | -------------------------------- | ---------------------------------- | -------------------------------- |
| 1ª                 | Mathieu van der Poel | Mathieu van der Poel                              | Mathieu van der Poel            | Steve Cummings                      | Mathieu van der Poel             | Sport Vlaanderen-Baloise           | Aleksej Lucenko                  |
| 2ª                 | Bryan Coquard        | Mathieu van der Poel                              | Mathieu van der Poel            | Steve Cummings                      | Mathieu van der Poel             | Sport Vlaanderen-Baloise           | Erik Resell                      |
| 3ª                 | Odd Christian Eiking | Warren Barguil                                    | Mathieu van der Poel            | Steve Cummings                      | Krists Neilands                  | Astana Pro Team                    | Erlend Blikra                    |
| 4ª                 | Markus Hoelgaard     | Aleksej Lucenko                                   | Aleksej Lucenko                 | Odd Christian Eiking                | Krists Neilands                  | Astana Pro Team                    | Jonas Iversby Hvideberg          |
| Classifiche finali | Classifiche finali   | Aleksej Lucenko                                   | Aleksej Lucenko                 | Odd Christian Eiking                | Krists Neilands                  | Astana Pro Team                    | non assegnato                    |

Maglie indossate da altri ciclisti in caso di due o più maglie vinte
- Nella 2ª tappa Danny Van Poppel ha indossato la maglia verde al posto di Mathieu van der Poel.
- Nella 2ª e 3ª tappa Markus Hoelgaard ha indossato la maglia bianca al posto di Mathieu van der Poel.
- Nella 3ª tappa Bryan Coquard ha indossato la maglia verde al posto di Mathieu van der Poel.

## Classifiche finali

### Classifica generale - Maglia del sole di mezzanotte
| Pos. | Corridore          | Squadra   | Tempo     |
| ---- | ------------------ | --------- | --------- |
| 1    | Aleksej Lucenko    | Astana    | 14h59'27" |
| 2    | Warren Barguil     | Arkéa     | a 1"      |
| 3    | Krists Neilands    | Israel    | a 19"     |
| 4    | Lilian Calmejane   | Direct    | a 23"     |
| 5    | Hugo Houle         | Astana    | a 40"     |
| 6    | Sindre Lunke       | Riwal     | a 42"     |
| 7    | Markus Hoelgaard   | Uno-X     | a 43"     |
| 8    | A. Grøndahl Jansen | Jumbo     | a 51"     |
| 9    | Enrico Gasparotto  | Dimension | a 53"     |
| 10   | Steve Cummings     | Dimension | a 1'12"   |

### Classifica a punti - Maglia verde
| Pos. | Corridore            | Squadra       | Punti |
| ---- | -------------------- | ------------- | ----- |
| 1    | Aleksej Lucenko      | Astana        | 30    |
| 2    | Mathieu van der Poel | Corendon      | 27    |
| 3    | Markus Hoelgaard     | Uno-X         | 25    |
| 4    | Bryan Coquard        | Vital Concept | 24    |
| 5    | Warren Barguil       | Arkéa         | 23    |

### Classifica scalatori - Maglia salmone
| Pos. | Corridore            | Squadra   | Punti |
| ---- | -------------------- | --------- | ----- |
| 1    | Odd Christian Eiking | Wanty     | 20    |
| 2    | Steve Cummings       | Dimension | 12    |
| 3    | Jonas Hvideberg      | Uno-X     | 11    |
| 4    | Tom-Jelte Slagter    | Dimension | 10    |
| 5    | Aleksej Lucenko      | Astana    | 10    |

### Classifica giovani - Maglia bianca
| Pos. | Corridore          | Squadra   | Tempo     |
| ---- | ------------------ | --------- | --------- |
| 1    | Krists Neilands    | Israel    | 14h59'46" |
| 2    | Markus Hoelgaard   | Uno-X     | a 24"     |
| 3    | A. Grøndahl Jansen | Jumbo     | a 32"     |
| 4    | Lucas Eriksson     | Riwal     | a 1'01"   |
| 5    | Benjamin Declercq  | Sport Vl. | a 1'28"   |

### Classifica a squadre
| Pos. | Squadra                     | Tempo     |
| ---- | --------------------------- | --------- |
| 1    | Astana Pro Team             | 45h02'14" |
| 2    | Riwal Readynez Cycling Team | a 2'13"   |
| 3    | Total Direct Énergie        | a 14'34"  |
| 4    | Sport Vlaanderen-Baloise    | a 14'56"  |
| 5    | Team Jumbo-Visma            | a 15'26"  |